# Довлатова Алла Олександрівна
Алла Олександрівна Довлатова (рос. Алла Александровна Довлатова, справжнє ім'я: Марина Олександрівна Євстрахіна; нар.. 16 серпня 1974, Ленінград, РРФСР) — російська радіо- і телеведуча, акторка. 
Підтримує путінський режим та війну Росії проти України.. Фігурант бази даних центру «Миротворець».

## Життєпис
Народилася 16 серпня 1974 року в Ленінграді (Нині в Санкт-Петербурзі).
Батько — Олександр Олександрович Євстрахін (нар.. 4 грудня 1948 року) — президент Федерації хокею Санкт-Петербурга.
Закінчила Санкт-Петербурзький державний університет в 1996 році.
Почала роботу на радіо у 1990 році. З 1992 року працювала на радіо «Новий Петербург», з 1994 — на радіо «Модерн», з 2002 — на «Русском радио», з 2008 — на Радіо «Маяк», з 2012 року — на Радіо Romantika. У 2015 році повернулася на «Русское радио».
Творчий псевдонім «Алла Довлатова» взяла собі ще на початку журналістської кар'єри: ім'я Алла їй завжди дуже подобалося, а мама була великою шанувальницею творчості письменника Сергія Довлатова.
Одночасно працювала на телебаченні вела телевізійний фестиваль «Музичний іспит» (РТР) та шоу «Повний модерн» (Регіональне телебачення).
Знімалася серед іншого в серіалі «Моя прекрасна няня» в ролі дружини Пробкіна, в серіалі «Таємниці слідства» в ролі Альбіни, а також у серіалі «Агент національної безпеки» в головній ролі Аліси в двох серіях фільму «Клуб Аліса».
є близькою подругою Лєри Кудрявцевої та Філіпа Герхольда.

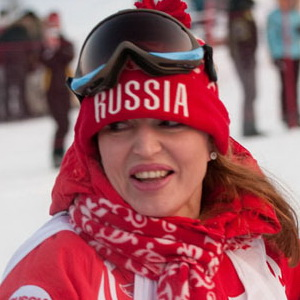
На четвертому Кубку Audi зі слалому серед зірок 30 січня 2010 року

З 1995 по 2007 рік перебувала у шлюбі з Дмитром Лютим. Від цього шлюбу у неї народилася донька Дарина (на момент 2017 року єдина повнолітня дочка та син Павло (13 років).
Другий чоловік, з 2007 року, — підполковник поліції Олексій Борода. У цьому шлюбі народилася донька Олександра (3 березня 2008 року). 13 квітня 2017 року Марина Євстрахіна народила ще одну доньку — Марію.

## Фільмографія
- 1998 — Вулиці розбитих ліхтарів 2 (серія «Справа № 1999») — журналістка Алла
- 2000 — Агент національної безпеки-2 (серія «Клуб „Аліса“» у двох частинах) — Аліса, власниця клубу, кохана Олексія Ніколаєва (вбита Сурковим†)
- 2001 — Таємниці слідства — Альбіна, подруга Марії Сергіївни Швецової
- 2002—2004, 2007 — Таємниці слідства 2-4 і 7 — Альбіна, подруга Марії Сергіївни Швецової
- 2003 — Мангуст (серія «Жовта картка»)
- 2004 — 2009 — Моя прекрасна няня — дружина Пробкіна (133-а серія)
- 2004 — Кавалери Морської Зірки
- 2005 — Мангуст
- 2008 — Соло для пістолета з оркестром — Мілена Шевальє
- 2010 — Мама-Москва (не був завершений)
- 2012 — 2013 — Нерівний шлюб — Лариса, дружина Федора
- 2013 — Троє в Комі — Лариса Крутова

### Мультфільми (дубляж)
- 2007 — Ноїв ковчег

### Телепередачі
- Добрий ранок (до 2002 року)
- Гурман (ТВС, 2003 рік)[8]
- Золотий грамофон (2003 рік)[9]
- Cosmopolitan. Відеоверсія (2007 рік)
- Дівчата (з 2010 року)
- Дочки vs Матері (з 2011 року)
- Жіноче щастя (спільно з Олегом Роєм та Павлом Раковим) (2014 рік)